# 陳祥麟
陳祥麟（？—？），字士仁，福建興化府莆田縣人，明朝政治人物，嘉靖丙戌進士。官至山東提學副使。

## 生平
嘉靖元年（1522年）壬午科福建鄉試舉人，五年（1526年）丙戌科進士。授湖廣東安縣知縣，調麻城縣知縣，足疾疏改湖州府教授。遷南京刑部主事，升員外郎、郎中。出為雲南姚安府知府。母喪服闕，補南安府知府。為官清廉。累官山東提學副使，因積勞卒於官。
所著有《四書詩經正蒙》行世。